# Fugues marocaines
Pour plus de détails, voir Fiche technique et Distribution.
Fugues marocaines (titre original : Exit Marrakech) est un film allemand réalisé par Caroline Link, sorti en salles le 24 octobre 2013. Le film avait été précédemment présenté au Festival du film de Munich, au Festival international du film de Toronto, au Festival international du film de Rio de Janeiro et au Festival du film de Zurich.

## Synopsis
Ben, 17 ans, doit passer les vacances d’été chez son père Heinrich, qui travaille comme régisseur de théâtre à Marrakech. Ben souffre de diabète et doit régulièrement contrôler sa glycémie et faire ses injections d’insuline. Lors d’une soirée, il tombe amoureux de Karima, une prostituée et se rend avec elle dans sa famille en montagne. Mais à la suite d'un conflit familial, elle se détourne de lui. 
Pendant ce temps, le père de Ben se lance à sa recherche et le retrouve avec l’aide de la police. Alors qu’ils sont sur la route de la mer pour rejoindre la demi-sœur de Ben, Paula, quatre ans, Heinrich a un accident de voiture et dévale la colline. Ben remonte la route pour trouver de l’aide. Mais entre-temps sa glycémie a chuté et il s’évanouit près de la voiture. Ben et Heinrich seront sauvés et transportés le lendemain à l’hôpital de la ville, où la mère de Ben viendra le récupérer. Enfin, Ben se rend à la plage dans la nouvelle famille de son père et apprend à connaitre sa demi-sœur.

## Fiche technique
- Titre original : Exit Marrakech
- Titre français : Fugues marocaines
- Réalisation : Caroline Link
- Image : Bella Halben
- Musique : Niki Reiser
- Montage : Patricia Rommel
- Durée : 123 minutes
- Date de sortie : 28 juin 2013 (Festival de Munich)

## Distribution
- Ulrich Tukur (VF : Georges Caudron) : Heinrich, le père de Ben
- Samuel Schneider (VF : Nathaniel Alimi) : Ben
- Hafsia Herzi (VF : elle-même) : Karima
- Marie-Lou Sellem (VF : Catherine Tartarin) : Lea, la mère de Ben
- Josef Bierbichler (VF : Pascal Casanova) : le proviseur Breuer
- Abdesselam Bouhasni : Ahmed
- Mourad Zaoui : Abdeslam
- Mohamed Majd : Karimas Vater
- Clara-Marie Pazzini : Hannah
- Götz Schulte : Martin
- Tom Radisch : Tom
- Stefanie Höner (VF : José Bernard) : Chris
- Ronja Jerabek (VF : Marie Seux) : Paula

## Critique
D'après Télérama, la première partie est « plutôt décevante », mais la deuxième partie est plus convaincante, avec une relation père/fils prenant la tournure d'un récit initiatique dans le cadre impressionnant du désert.